# Aleš Kauer
Aleš Kauer (* 17. července 1974 Zábřeh) je český básník a výtvarník.
V roce 2007 založil v Šumperku nakladatelství Adolescent. V Šumperku stál také spolu se Zdeňkem Stejskalem u zrodu Divadelního studia D 123, kde následně působil i herecky. Výrazně se podílel na propagaci šumperských básníků – inicioval jejich setkání a poté představení jejich tvorby v Olomouci a Opavě. Jejich básně také publikoval v almanachu Krásný vrch a ve sborníku Proti pohybu korouhve. V Šumperku dále organizoval básnické performance. Tematické večery zaměřené na poezii organizuje od roku 2010 také v Jihlavě, kam se přestěhoval. Publikoval též v evropské antologii současné poezie Moral bi spet priti. Ve své tvorbě stále více maže hranice mezi kresbou a textem. Své knihy vydává jako bibliofilie v několika exemplářích. Usiluje také o podporu tvorby homosexuálně orientovaných autorů.

## Dílo
- Reliéf Atlantiku nesluší suchozemcům (2007)
- Atrium (2009)
- Emo book (2011)
- Dynamika s harmonickou opojností – výbor z celého dosavadního díla (2011)
- VNĚ/MNĚ (2014)
- HappyEND (2020)

## Hudba
Aleš Kauer také stál u zrodu experimentálního uměleckéhu uskupení Iglau Ungenau. Úplně prvně to bylo hudební duo s Tomášem Reinerem, který posléze svoji účast ukončil a do "kapely" přišli nejdříve Martin Dobíšek, který ale také odešel, poté Jaroslav Plvan a Hynek Pham, kterého v roce 2016 vystřídal Adam Ruschka.
Dnešní podoba Iglau Ungenau je alternativa, která vnímá hudbu skrze poezii. Základem každé skladby je tedy text, který je podkreslen silným, někdy až drsným syntetickým rytmem a melodií či harmonií živého muzikanta. Velice důležitou součástí je projekce nevšedních zvuků nad tuto celou zvukovou koláž, která přidává textu ještě jeden rozměr.